# Gouvernement Špidla
 (septembre 2023).
Si vous disposez d'ouvrages ou d'articles de référence ou si vous connaissez des sites web de qualité traitant du thème abordé ici, merci de compléter l'article en donnant les références utiles à sa vérifiabilité et en les liant à la section « Notes et références ».
République tchèque
Zeman Gross
Le gouvernement Špidla (en tchèque : Vláda Vladimíra Špidly) est le gouvernement de la République tchèque entre le 15 juillet 2002 et le 4 août 2004, sous la 4e législature de la Chambre des députés.
Il est dirigé par le social-démocrate Vladimír Špidla, vainqueur des élections législatives à la majorité relative. Il succède au gouvernement minoritaire du social-démocrate Miloš Zeman et cède le pouvoir au gouvernement de Stanislav Gross après que le ČSSD l'a choisi pour succéder à Špidla, démissionnaire.

## Historique
Dirigé par le nouveau président du gouvernement social-démocrate Vladimír Špidla, précédemment ministre du Travail, ce gouvernement est constitué et soutenu par une coalition entre le Parti social-démocrate tchèque (ČSSD), l'Union chrétienne démocrate - Parti populaire tchécoslovaque (KDU-ČSL) et l'Union de la liberté-Union démocratique (US-DEU). Ensemble, ils disposent de 101 députés sur 200, soit 50,5 % des sièges de la Chambre des députés.
Il est formé à la suite des élections législatives des 14 et 15 juin 2002.
Il succède donc au gouvernement minoritaire du social-démocrate Miloš Zeman, constitué par le seul ČSSD et bénéficiant de l'absence d'opposition du Parti démocratique civique (ODS).

### Formation
Au cours du scrutin, le ČSSD — présidé depuis avril 2001 par Špidla en remplacement de Zeman — conserve sa position de premier parti de la République tchèque, devançant à nouveau l'ODS. Plutôt que s'appuyer sur le soutien de ce dernier en échange de postes parlementaires, le chef de file social-démocrate choisit de s'associer avec deux partis centristes et mettre sur pied une coalition bénéficiant de l'exacte majorité absolue.
Le 7 août 2002, le gouvernement obtient la confiance des députés par 101 voix pour et 99 voix contre. L'ODS et le Parti communiste de Bohême et Moravie (KSČM) font en effet le choix de s'opposer au nouveau cabinet.
Au cours des élections européennes des 11 et 12 juin 2004, le Parti social-démocrate subit un important revers avec à peine 8,8 % des voix et deux sièges sur les 24 de la délégation tchèque au Parlement européen. Il est non seulement devancé par l'ODS et le KSČM, mais également par son partenaire de la KDU-ČSL. Le 2 juillet suivant, le président du gouvernement remet sa démission.

### Succession
Les trois partis au pouvoir ayant approuvé la poursuite de leur collaboration, le ČSSD propose la candidature du ministre de l'Intérieur Stanislav Gross pour prendre la suite de Vladimír Špidla. Il forme son gouvernement un mois après le renoncement de ce dernier.

## Composition
| Portefeuille | Titulaire | Titulaire                                                                       | Parti   |
| --- | --------- | ------------------------------------------------------------------------------- | ------- |
| Président du gouvernement                                                                                                   |           | Vladimír Špidla                                                                 | ČSSD    |
| Premier vice-président du gouvernement Ministre de l'Intérieur                                                              |           | Stanislav Gross                                                                 | ČSSD    |
| Vice-président du gouvernement Ministre des Affaires étrangères                                                             |           | Cyril Svoboda                                                                   | KDU-ČSL |
| Vice-président du gouvernement                                                                                              |           | Pavel Rychetský (jusqu'au 05/08/2003) Bohuslav Sobotka (à partir du 30/10/2003) | ČSSD    |
| Vice-président du gouvernement Chargé de la Recherche et du développement, des Droits de l'homme et des Ressources humaines |           | Petr Mareš                                                                      | US-DEU  |
| Ministre de la Défense |           | Jaroslav Tvrdík (jusqu'au 09/06/2003) Miroslav Kostelka                         | ČSSD    |
| Ministre des Finances |           | Bohuslav Sobotka                                                                | ČSSD    |
| Ministre du Travail et des Affaires sociales                                                                                |           | Zdeněk Škromach                                                                 | ČSSD    |
| Ministre de l'Environnement                                                                                                 |           | Libor Ambrozek                                                                  | KDU-ČSL |
| Ministre du Développement régional                                                                                          |           | Pavel Němec                                                                     | US-DEU  |
| Ministre de l'Industrie et du Commerce                                                                                      |           | Jiří Rusnok (jusqu'au 19/03/2003) Milan Urban                                   | ČSSD    |
| Ministre des Transports et des Communications                                                                               |           | Milan Šimonovský                                                                | KDU-ČSL |
| Ministre de l'Agriculture                                                                                                   |           | Jaroslav Palas                                                                  | ČSSD    |
| Ministre de l'Éducation, de la Jeunesse et des Sports                                                                       |           | Petra Buzková                                                                   | ČSSD    |
| Ministre de la Culture |           | Pavel Dostál                                                                    | ČSSD    |
| Ministre de la Santé |           | Marie Součková (jusqu'au 14/04/2004) Jozef Kubinyi                              | ČSSD    |
| Ministre de la Justice |           | Pavel Rychetský (jusqu'au 05/08/2003)                                           | ČSSD    |
| Ministre de la Justice |           | Karel Čermák (du 16/09/2003 au 15/06/2004)                                      | Sans    |
| Ministre de l'Informatique                                                                                                  |           | Vladimír Mlynář                                                                 | US-DEU  |